# Ефраїн Ріос Монтт
Хосе Ефраїн Ріос Монтт (ісп. Jose Efrain Rios Montt; 16 червня 1926 — 1 квітня 2018) — гватемальський військовик і політик, президент країни з 1982 до 1983 року.

## Життєпис
1950 року здобув освіту як молодший кадет у Школі Америк, яка тоді готувала повалення Хакобо Арбенса. 1954 він відіграв певну роль в усуненні останнього від влади.
1970 Ріос Монтт став генералом і начальником штабу гватемальської армії. 1974 року брав участь у президентських виборах, але програв їх Кхелю Лаугеруду Гарсіа. Після цього він працював у посольстві Гватемали у Мадриді до 1977 року. Потім виступав на гватемальському телебаченні з передачами релігійного спрямування.
1982 року чинний президент Фернандо Ромео Лукас Гарсія планував передати повноваження генералу Анхелю Анібалу Геварі. Однак 23 березня у країні стався переворот, який очолив Ріос Монтт. Він казав, що християнин повинен мати Біблію в одній руці й автомат — в іншій. Тому у своїй інавгураційній промові він сказав, що прийшов до влади волею Господа та запровадив принцип «бобу та гвинтівки»: якщо ти з нами, ми тебе нагодуємо, якщо ні — уб'ємо. 10 червня Монтт став одноосібним лідером країни після того, як решта членів хунти пішли у відставку.
Спочатку з'явились сподівання на пом'якшення репресій. Проте у перший місяць правління Монтта було «тимчасово припинено» конституційні гарантії на селі та започатковано суди, які могли засуджувати на смерть усіх, кого підозрювали у симпатії до партизанів. З березня до липня 1982 року було вбито 10 тисяч осіб. За деякими даними з 1978 до 1983 року військовики під керівництвом Монтта знищили понад 200 000 мирних жителів.
Як антикомуніст Монтт мав підтримку з боку США. У грудні 1982 року Рональд Рейган відвідав Гватемалу і сказав: «Президент Ріос Монтт — людина високої особистої чесності та обов'язку… Я знаю, що він хоче покращити якість життя для всіх гватемальців та зміцнити соціальну справедливість».
За часів правління Монтта було вжито трьох спроб військового перевороту. 29 червня 1983 року він оголосив воєнний стан і призначив вибори на червень 1984. Однак 8 серпня 1983 генерал Оскар Умберто Мехіа Вікторес повалив режим Ріоса Монтта в результаті безкровного перевороту.

## Після усунення
Проти Монтта були спроби звинуватити його в геноциді, але вони постійно зазнавали невдачі. 1989 року Монтт створив Гватемальський республіканський фронт (ГРФ) та спробував узяти участь у виборах 1990 року, проте конституційний суд не допустив його до президентських перегонів.
У травні 2003 року ГРФ висунув Монтта кандидатом у президенти. Верховний суд спочатку призупинив його участь у виборах, але він звернувся на радіо до своїх прибічників, закликавши до акцій громадянської непокори. Виникла загроза відновлення громадянської війни. Конституційний суд скасував постанову Верховного суду, проте вибори Монтт програв, набравши тільки 11 % голосів.
10 травня 2013 Монтт був засуджений на 80 років позбавлення волі за геноцид і злочини проти людства, здійснені проти народу Гватемали (50 років в'язниці за звинуваченням у геноциді та 30 років за злочини проти людства). Однак Конституційний суд скасував вирок, а судовий процес буде відновлено 2015 року.